# La Marie du port
La Marie du port is een Franse dramafilm uit 1950 onder regie van Marcel Carné. Het scenario is gebaseerd op de gelijknamige roman uit 1938 van de Belgische auteur Georges Simenon.

## Verhaal
Henri is de eigenaar van een eethuis en een bioscoop. Hij leert het ambitieuze weesmeisje Marie kennen, de 18-jarige zus van zijn vriendin Odile. Zij weet Henri te vervreemden van Odile en hem tot een huwelijk met haarzelf te brengen.

## Rolverdeling
| Acteur              | Personage         |
| ------------------- | ----------------- |
| Jean Gabin          | Henri Châtelard   |
| Blanchette Brunoy   | Odile Le Flem     |
| Nicole Courcel      | Marie Le Flem     |
| Claude Romain       | Marcel Viau       |
| Louis Seigner       | Eerste oom        |
| René Blancard       | Dorchain          |
| Robert Vattier      | Ontevreden klant  |
| Louise Fouquet      | Prostituee        |
| Olivier Hussenot    | Tweede oom        |
| Jeanne Véniat       | Mevrouw Blanc     |
| Georges Vitray      | Mijnheer Josselin |
| Odette Laure        | Françoise         |
| Martial Rèbe        | Veilingmeester    |
| Germaine Michel     | Eerste tante      |
| Charles Mahieu      | Kapper            |
| Gabrielle Fontan    | Roddeltante       |
| Yvonne Yma          | Buurvrouw         |
| Marie-Louise Godard | Tweede tante      |
| Émile Drain         | Arts              |
| Jane Marken         | Mevrouw Josselin  |
| Julien Carette      | Thomas Viau       |